# Europäisches Olympisches Jugendfestival

Logo des EYOF

Ehemaliges Logo des Europäischen Olympischen Jugendfestivals

Das Europäische Olympische Jugendfestival (englisch European Youth Olympic Festival, kurz: EYOF), teilweise auch als Europäische Olympische Jugendspiele oder Olympisches Festival der Europäischen Jugend bezeichnet, ist eine europäische Multisportveranstaltung, die in den ungeraden Jahren zwischen den Olympischen Spielen stattfindet. Es wurde 1991 auf eine Initiative von Jacques Rogge hin eingeführt und wird unter Regie der Europäischen Olympischen Komitees organisiert. Von 1991 bis 1999 trug die Veranstaltung den Namen Olympische Tage der Europäischen Jugend (englisch European Youth Olympic Days, kurz: EYOD).

## Teilnehmer
Die europäischen Teilnehmer sind zwischen 13 und 17 Jahren alt und müssen hohe Auswahlkriterien und Leistungsanforderungen der nationalen Sportverbände erfüllen. Die Teilnahme am EYOF soll die jungen Sportler mit internationalen disziplinübergreifenden Wettkampfsituationen bekannt machen und sie auf eine mögliche Teilnahme an den Olympischen Spielen vorbereiten. Die Athleten kämpfen in ausgewählten olympischen Sportarten um Medaillen. Die Zahl der Wettkämpfe ist gegenüber den Olympischen Spielen reduziert, um die Durchführung innerhalb einer Woche gewährleisten zu können. Wie bei den Olympischen Spielen brennt für die Dauer des Festivals eine Art olympische Flamme und es finden eine Eröffnungs- und Schlusszeremonie statt mit Fahnenträgern für jede teilnehmende Nation.

## Sportarten
Wie bei den Olympischen Spielen werden Sommer- und Winterwettkämpfe ausgetragen. Die Anzahl der Disziplinen ist beschränkt, um die Wettkämpfe innerhalb von sieben Tagen durchführen zu können.
Pro Sportart sind jeweils zwei Jahrgänge zu den Wettkämpfen zugelassen, so dass im Prinzip jeder Athlet nur einmal am Jugendfestival teilnehmen kann, sofern  seine Sportart auch ausgetragen wird. Im Winter standen bis heute nur Ski Alpin und Skilanglauf durchgehend auf dem Programm, im Sommer Leichtathletik, Basketball, Judo, Schwimmen und Volleyball, wobei Basketball 2023 in der 3×3-Variante gespielt wurde.

### Sommerfestival
| Sportart             | Disziplin           | Disziplin           | 91                  | 93                  | 95                  | 97                  | 99                  | 01                  | 03                  | 05                  | 07                  | 09                  | 11                  | 13                  | 15                  | 17                  | 19                  | 21                  | 23                  | 25                  |
| Aktuelle Sportarten  | Aktuelle Sportarten | Aktuelle Sportarten | Aktuelle Sportarten | Aktuelle Sportarten | Aktuelle Sportarten | Aktuelle Sportarten | Aktuelle Sportarten | Aktuelle Sportarten | Aktuelle Sportarten | Aktuelle Sportarten | Aktuelle Sportarten | Aktuelle Sportarten | Aktuelle Sportarten | Aktuelle Sportarten | Aktuelle Sportarten | Aktuelle Sportarten | Aktuelle Sportarten | Aktuelle Sportarten | Aktuelle Sportarten | Aktuelle Sportarten |
| -------------------- | ------------------- | ------------------- | ------------------- | ------------------- | ------------------- | ------------------- | ------------------- | ------------------- | ------------------- | ------------------- | ------------------- | ------------------- | ------------------- | ------------------- | ------------------- | ------------------- | ------------------- | ------------------- | ------------------- | ------------------- |
| Badminton            | Badminton           |                     |                     |                     |                     |                     |                     |                     |                     |                     |                     |                     |                     |                     |                     |                     |                     | •                   |                     | •                   |
| Basketball           | Basketball          |                     | •                   | •                   | •                   | •                   | •                   | •                   | •                   | •                   | •                   | •                   | •                   | •                   | •                   | •                   | •                   | •                   |                     | •                   |
| Basketball           | 3×3-Basketball      |                     |                     |                     |                     |                     |                     |                     |                     |                     |                     |                     |                     |                     |                     |                     |                     |                     | •                   | •                   |
| Handball             | Handball            |                     | •                   | •                   | •                   | •                   | •                   | •                   | •                   | •                   | •                   | •                   | •                   | •                   | •                   | •                   | •                   | •                   | •                   | •                   |
| Judo                 | Judo                |                     | •                   | •                   | •                   | •                   | •                   | •                   | •                   | •                   | •                   | •                   | •                   | •                   | •                   | •                   | •                   | •                   | •                   | •                   |
| Kanusport            | Kanuslalom          |                     |                     |                     |                     |                     |                     |                     |                     |                     |                     |                     |                     |                     |                     |                     |                     |                     |                     | •                   |
| Leichtathletik       | Leichtathletik      |                     | •                   | •                   | •                   | •                   | •                   | •                   | •                   | •                   | •                   | •                   | •                   | •                   | •                   | •                   | •                   | •                   | •                   | •                   |
| Radsport             | Straße              |                     |                     | •                   | •                   | •                   | •                   | •                   |                     | •                   | •                   | •                   | •                   | •                   | •                   | •                   | •                   | •                   | •                   | •                   |
| Radsport             | Mountainbike        |                     |                     |                     |                     |                     |                     |                     |                     |                     |                     |                     |                     |                     |                     |                     |                     |                     | •                   | •                   |
| Sportschießen        | Sportschießen       |                     |                     |                     |                     |                     |                     |                     |                     |                     |                     |                     |                     |                     |                     |                     |                     |                     |                     | •                   |
| Schwimmsport         | Schwimmen           |                     | •                   | •                   | •                   | •                   | •                   | •                   | •                   | •                   | •                   | •                   | •                   | •                   | •                   | •                   | •                   | •                   | •                   | •                   |
| Taekwondo            | Taekwondo           |                     |                     |                     |                     |                     |                     |                     |                     |                     |                     |                     |                     |                     |                     |                     |                     |                     |                     | •                   |
| Tischtennis          | Tischtennis         |                     | •                   |                     |                     |                     |                     |                     | •                   |                     | •                   |                     |                     |                     |                     |                     |                     |                     |                     | •                   |
| Turnsport            | Kunstturnen         |                     |                     | •                   | •                   | •                   | •                   | •                   | •                   | •                   | •                   | •                   | •                   | •                   | •                   | •                   | •                   | •                   | •                   | •                   |
| Volleyball           | Volleyball          |                     | •                   | •                   | •                   | •                   | •                   | •                   | •                   | •                   | •                   | •                   | •                   | •                   | •                   | •                   | •                   | •                   | •                   | •                   |
| Ehemalige Sportarten |                     |                     |                     |                     |                     |                     |                     |                     |                     |                     |                     |                     |                     |                     |                     |                     |                     |                     |                     |                     |
| Fußball              | Fußball             |                     | •                   | •                   | •                   | •                   | •                   | •                   | •                   | •                   |                     |                     |                     |                     |                     |                     |                     |                     |                     |                     |
| Kanusport            | Kanurennsport       |                     |                     |                     |                     |                     |                     |                     |                     | •                   |                     |                     |                     |                     |                     | •                   |                     |                     |                     |                     |
| Hockey               | Feldhockey          |                     | •                   | •                   | •                   |                     |                     |                     |                     |                     |                     |                     |                     |                     |                     |                     |                     |                     |                     |                     |
| Ringen               | Freistil            |                     |                     |                     |                     |                     |                     |                     |                     |                     |                     |                     |                     |                     |                     |                     | •                   |                     |                     |                     |
| Ringen               | Griech.-röm.        |                     |                     |                     |                     |                     |                     |                     |                     |                     |                     |                     |                     |                     |                     |                     | •                   |                     |                     |                     |
| Schwimmsport         | Wasserball          |                     |                     |                     |                     |                     |                     |                     |                     |                     | •                   |                     |                     |                     |                     |                     |                     |                     |                     |                     |
| Segeln               | Segeln              |                     |                     |                     |                     | •                   |                     | •                   |                     |                     |                     |                     |                     |                     |                     |                     |                     |                     |                     |                     |
| Skateboard           | Skateboard          |                     |                     |                     |                     |                     |                     |                     |                     |                     |                     |                     |                     |                     |                     |                     |                     |                     | •                   |                     |
| Tennis               | Tennis              |                     | •                   | •                   |                     |                     |                     | •                   |                     | •                   | •                   | •                   | •                   | •                   | •                   | •                   | •                   | •                   | •                   |                     |

### Winterfestival
| Sportart             | Disziplin           | Disziplin             | Disziplin           | 91                  | 93                  | 95                  | 97                  | 99                  | 01                  | 03                  | 05                  | 07                  | 09                  | 11                  | 13                  | 15                  | 17                  | 19                  | 21                  | 23                  | 25                  |
| Aktuelle Sportarten  | Aktuelle Sportarten | Aktuelle Sportarten   | Aktuelle Sportarten | Aktuelle Sportarten | Aktuelle Sportarten | Aktuelle Sportarten | Aktuelle Sportarten | Aktuelle Sportarten | Aktuelle Sportarten | Aktuelle Sportarten | Aktuelle Sportarten | Aktuelle Sportarten | Aktuelle Sportarten | Aktuelle Sportarten | Aktuelle Sportarten | Aktuelle Sportarten | Aktuelle Sportarten | Aktuelle Sportarten | Aktuelle Sportarten | Aktuelle Sportarten | Aktuelle Sportarten |
| -------------------- | ------------------- | --------------------- | ------------------- | ------------------- | ------------------- | ------------------- | ------------------- | ------------------- | ------------------- | ------------------- | ------------------- | ------------------- | ------------------- | ------------------- | ------------------- | ------------------- | ------------------- | ------------------- | ------------------- | ------------------- | ------------------- |
| Biathlon             | Biathlon            | Biathlon              |                     | •                   |                     | •                   | •                   | •                   | •                   | •                   | •                   | •                   | •                   | •                   | •                   | •                   | •                   | •                   | •                   | •                   | •                   |
| Eishockey            | Eishockey           | Eishockey             |                     |                     |                     | •                   | •                   | •                   | •                   | •                   | •                   | •                   | •                   | •                   | •                   | •                   | •                   | •                   | •                   | •                   | •                   |
| Eislauf              | Eiskunstlauf        | Eiskunstlauf          |                     | •                   | •                   | •                   | •                   | •                   | •                   |                     | •                   | •                   | •                   | •                   | •                   | •                   | •                   | •                   | •                   | •                   | •                   |
| Eislauf              | Shorttrack          | Shorttrack            |                     | •                   | •                   | •                   | •                   | •                   |                     |                     | •                   |                     |                     |                     | •                   |                     | •                   | •                   | •                   | •                   | •                   |
| Skisport             | Freestyle-Skiing    | Freestyle-Skiing      |                     |                     |                     |                     |                     |                     |                     |                     |                     |                     |                     |                     |                     |                     |                     |                     |                     | •                   | •                   |
| Skisport             | Ski Alpin           | Ski Alpin             |                     | •                   | •                   | •                   | •                   | •                   | •                   | •                   | •                   | •                   | •                   | •                   | •                   | •                   | •                   | •                   | •                   | •                   | •                   |
| Skisport             | Ski Nordisch        | Skilanglauf           |                     | •                   | •                   | •                   | •                   | •                   | •                   | •                   | •                   | •                   | •                   | •                   | •                   | •                   | •                   | •                   | •                   | •                   | •                   |
| Snowboard            | Snowboard           | Snowboard             |                     |                     |                     |                     |                     |                     | •                   |                     | •                   | •                   | •                   | •                   | •                   | •                   | •                   | •                   | •                   | •                   | •                   |
| Ehemalige Sportarten |                     |                       |                     |                     |                     |                     |                     |                     |                     |                     |                     |                     |                     |                     |                     |                     |                     |                     |                     |                     |                     |
| Curling              | Curling             | Curling               |                     |                     |                     |                     |                     |                     |                     |                     | •                   |                     | •                   |                     |                     |                     | •                   | •                   |                     | •                   |                     |
| Eislauf              | Eisschnelllauf      | Eisschnelllauf        |                     |                     |                     |                     | •                   |                     | •                   |                     |                     |                     |                     |                     |                     |                     |                     |                     |                     |                     |                     |
| Skibergsteigen       | Skibergsteigen      | Skibergsteigen        |                     |                     |                     |                     |                     |                     |                     |                     |                     |                     |                     |                     |                     |                     |                     |                     |                     | •                   |                     |
| Skisport             | Ski Nordisch        | Nordische Kombination |                     |                     |                     |                     |                     |                     |                     | •                   |                     |                     | •                   | •                   |                     | •                   |                     |                     | •                   | •                   |                     |
| Skisport             | Ski Nordisch        | Skispringen           |                     |                     |                     |                     |                     | •                   | •                   | •                   |                     |                     | •                   | •                   | •                   | •                   | •                   |                     | •                   | •                   |                     |

## Austragungsorte
| Sommerfestivals | Winterfestivals |
| --- | --- |
| - 1991: Brüssel - 1993: Valkenswaard - 1995: Bath - 1997: Lissabon - 1999: Esbjerg - 2001: Murcia - 2003: Paris - 2005: Lignano Sabbiadoro - 2007: Belgrad - 2009: Tampere - 2011: Trabzon - 2013: Utrecht - 2015: Tiflis - 2017: Győr - 2019: Baku - 2021: Banská Bystrica - 2023: Maribor - 2025: Skopje - 2027: Lignano Sabbiadoro - 2029: Flandern - 2031: Liepāja | - 1993: Aosta - 1995: Andorra la Vella - 1997: Sundsvall - 1999: Poprad - 2001: Vuokatti - 2003: Bled - 2005: Monthey - 2007: Jaca - 2009: Woiwodschaft Schlesien - 2011: Liberec - 2013: Brașov - 2015: Vorarlberg, Liechtenstein - 2017: Erzurum - 2019: Sarajevo, Istočno Sarajevo - 2021: Vuokatti - 2023: Friaul-Julisch Venetien - 2025: Bakuriani - 2027: Brașov - 2029: TBA - 2031: TBA |